# Marcali
Marcali è una città di 11.977 abitanti situata nella contea di Somogy, nell'Ungheria centro-occidentale.

## Amministrazione

### Gemellaggi
- Künzelsau, Germania
- Toplița, Romania
- Medulin, Croazia